# سد شی کلگ
سد شی کَلَگ، یک سد بتنی وزنی در شمال غربی منطقه دشتیاری و ۱۲۰ کیلومتری شمال شهرستان چابهار است که بر روی رودخانه شی کلگ و زنر قرار دارد.
این سد با حجم مخزن ۱۰ میلیون متر مکعب با هدف کنترل سیل‌های فصلی و تأمین آب شرب مردم جنوب استان سیستان و بلوچستان احداث شده‌است. در دریاچه سد پرورش ماهی انجام می‌شود. اداره شیلات هر سال به تشکل‌ها و شرکت‌های صیادی برای برداشت حدودی ۱۰۰ تن ماهی در دریاچه سد مجوز صادر می‌کند.